# Préhistoire de l'Irlande
Pour un article plus général, voir Histoire de l'Irlande.

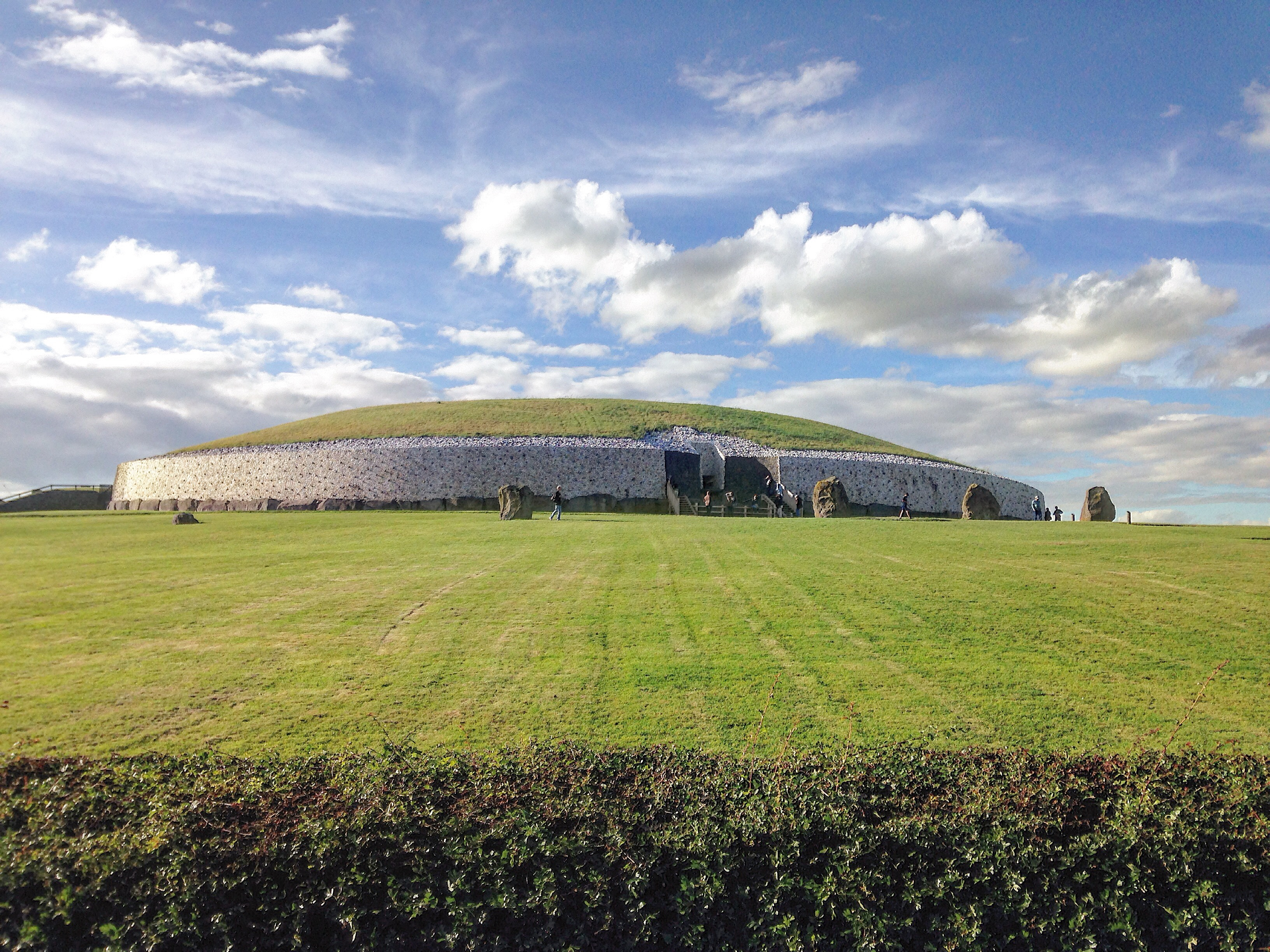
Tumulus de Newgrange, la plus grande tombe à couloir néolithique d'Irlande, vers -3200

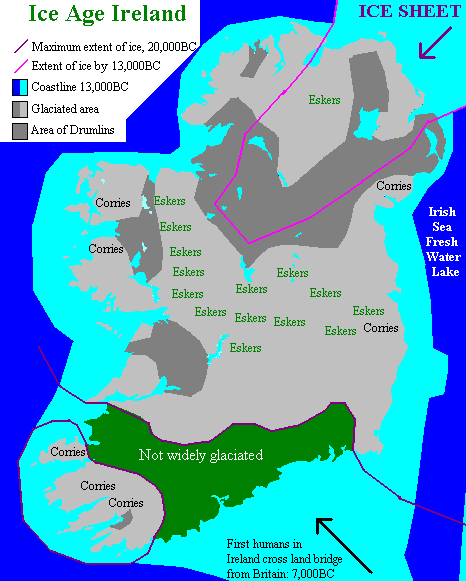
Âge de glace en Irlande.

La Préhistoire de l'Irlande commence avec l'arrivée des premiers groupes humains sur l'ile, vers 9700 av. J.-C. ou peut-être un peu avant, et s'achève avec l'adoption de l'écriture en latin avec l'arrivée du christianisme, au Ve siècle. On peut distinguer quatre grandes périodes : le Mésolithique, le Néolithique, l'Âge du bronze et la période Celte. Le Mésolithique est caractérisé par un peuplement faible de chasseurs-cueilleurs.
À partir d'environ 4400 av. J.-C., des populations déjà néolithisées arrivent sur l'ile en y apportant l'agriculture, l'élevage, la poterie et l'utilisation d'outils en pierre polie. Comme ailleurs en Europe atlantique, elles édifient des monuments mégalithiques (cairns, tumulus, dolmens, dolmens en coin).
L'introduction de la métallurgie du bronze, alliage de cuivre et d'étain, initie l'Âge du bronze vers 2100 av. J.-C. L'Irlande possède de riches mines de cuivre qu'elle exporte alors dans toute l'Europe. Les artisans fabriquent également de nombreux bijoux en or, le sous-sol de l'Irlande étant particulièrement riche. De petits dolmens sont encore érigés à cette époque, mais dans des proportions bien moindres qu'au Néolithique.
L'arrivée des peuples celtes coïncide en Irlande avec le début de l'Âge du fer, vers 700 av. J.-C. La montée en puissance du roi de Tara et la conquête gaélique de l'Ulster marquent au Ve siècle le début de l'ère historique en Irlande. Quelques décennies plus tard, le roi de Tara imposa le christianisme comme religion officielle.

## Mésolithique (9700 – 4400av. J.-C.)

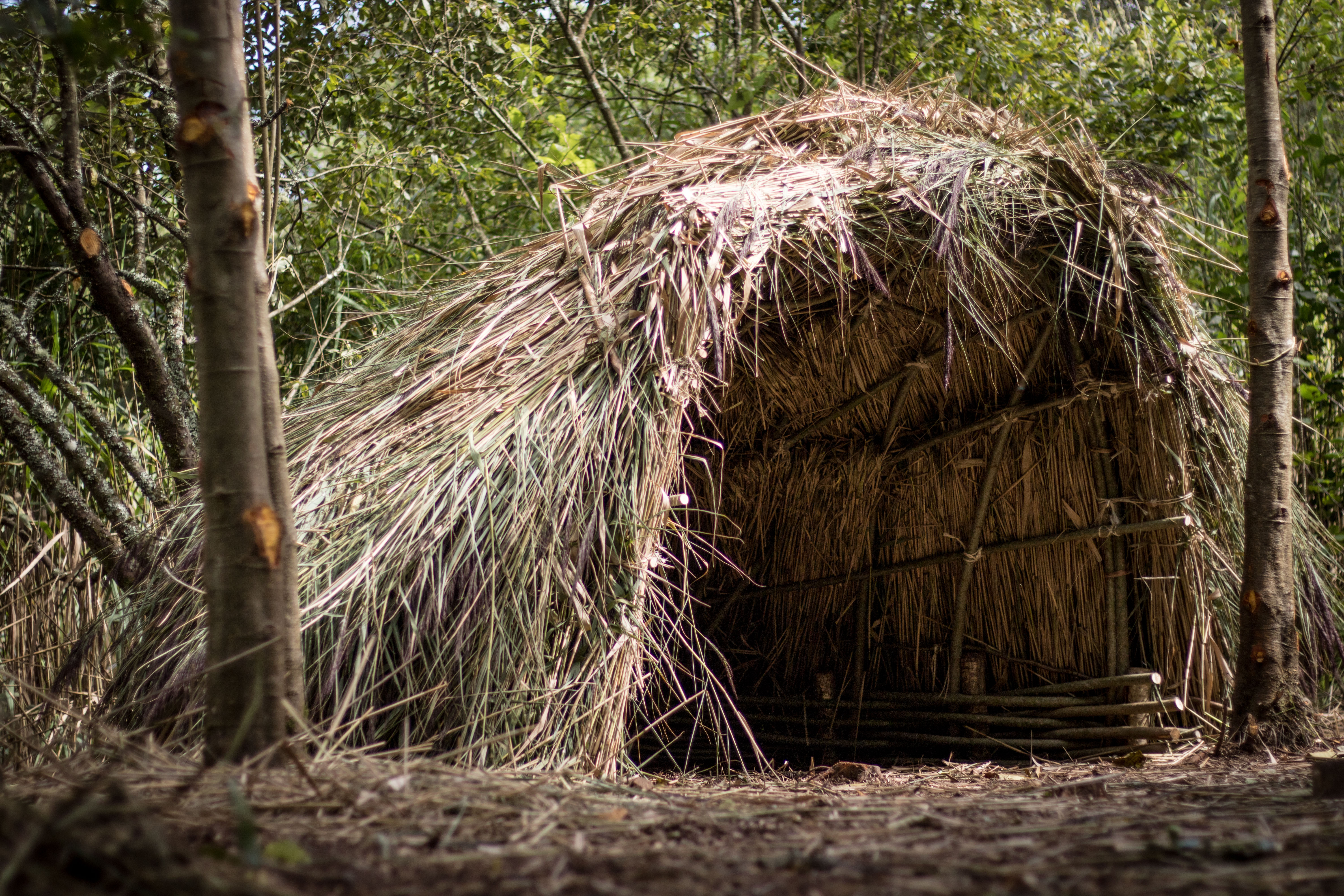
Reconstitution d'une hutte de chasseurs-cueilleurs - période mésolithique, Irish National Heritage Park

Le peu que nous savons de l’époque préchrétienne en Irlande nous vient de quelques rares mentions dans des écrits romains, de la poésie, de l’archéologie et de la mythologie irlandaise, qui, elle, nous renseigne sur l'identité des peuples celtes ayant colonisé l'île.
Au cours du Pléistocène moyen et supérieur et jusqu'au Dryas ancien, l'Irlande était généralement recouverte en partie par les glaciers et était probablement inhabitable par l'Homme. Le Mésolithique représente en Irlande la plus ancienne période de peuplement humain connu. Jusqu'à tout récemment la plus ancienne preuve d’occupation humaine après le retrait des glaces était datée entre 8000 et 7000 av. J.-C. Des établissements de chasseurs-cueilleurs ont été trouvés sur une demi-douzaine de sites sur toute l’Irlande : le mont Sandel, près de Coleraine en Irlande du Nord, Woodpark dans le comté de Sligo, dans l’estuaire de la rivière Shannon, au Lough Boora dans le comté d'Offaly, au Curran dans le comté d'Antrim et dans quelques sites plus petits dans le Munster. Toutefois, des ossements d'ours comportant des marques de découpe trouvés en 1903 dans le comté de Clare ont fourni des dates approximatives à 10500 av. J.-C. après de nouvelles analyses.
Il est généralement admis [réf. nécessaire] que ces premiers habitants colonisèrent d'abord le Nord-Est de l’île, venant de l’Écosse toute proche. Même si le niveau de la mer était à l’époque beaucoup plus bas qu’à l’heure actuelle, l’Irlande était probablement déjà une île quand les premiers habitants arrivèrent par bateau. Les premiers sites habités au Mésolithique sont en effet situés le long des côtes. Ces premiers habitants étaient peut-être des marins qui dépendaient de la mer pour leur subsistance.
Les génomes des chasseurs-cueilleurs d'Irlande analysés montrent une forte proportion de courts segment d'homozygotie, ce qui atteste une longue période d'isolement. Ces résultats suggèrent que les populations locales n'étaient pas capables de franchir aisément les mers. Pour cette raison, ils forment une branche à part des autres chasseurs-cueilleurs du nord-ouest de l'Europe, alors que les chasseurs-cueilleurs de Grande-Bretagne sont beaucoup plus proches de ceux du continent, probablement encore reliés en début de période par le Doggerland.
Les chasseurs-cueilleurs du Mésolithique se nourrissaient de poissons et de coquillages, d’oiseaux, de sangliers et de noisettes. Ils chassaient avec des lances, des flèches et des harpons équipés de fines pointes de silex nommées microlithes. Ils complétaient leur régime alimentaire en cueillant des noix, des fruits et des baies. Ils vivaient dans des abris saisonniers qu’ils construisaient avec des peaux d’animaux tendues sur une simple armature en bois. Le foyer pour la cuisine était situé à l’extérieur de la hutte. Pendant le Mésolithique, la population de l’Irlande est estimée entre 3 000 et 10 000 individus.

## Néolithique (4400 – 2100av. J.-C.)
Le Néolithique commence en Irlande avec l’introduction de l’agriculture, de la poterie et d’outils en pierre polie. Les premières traces d’élevage ont été trouvées sur le site archéologique de Ferriter’s Cove, dans la péninsule de Dingle, et datées vers 4350 av. J.-C..
Comme ailleurs en Europe, l'arrivée d'une nouvelle population en est la cause. Les études génétiques montrent que l'agriculture a été introduite par les porteurs de le Culture de la céramique cardiale, ou courant méditerranéen, qui sont remontés vers le nord depuis la péninsule Ibérique. Ces groupes ont également suivi le mouvement mégalithique qui s'est répandu sur toute la façade atlantique,. 

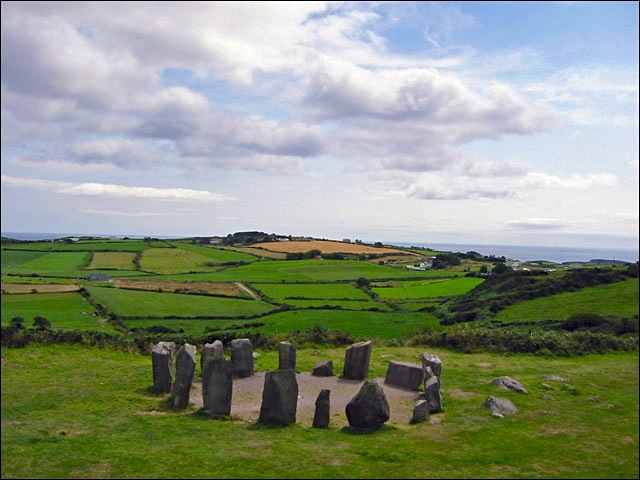
Cromlech de Drombeg (Comté de Cork)
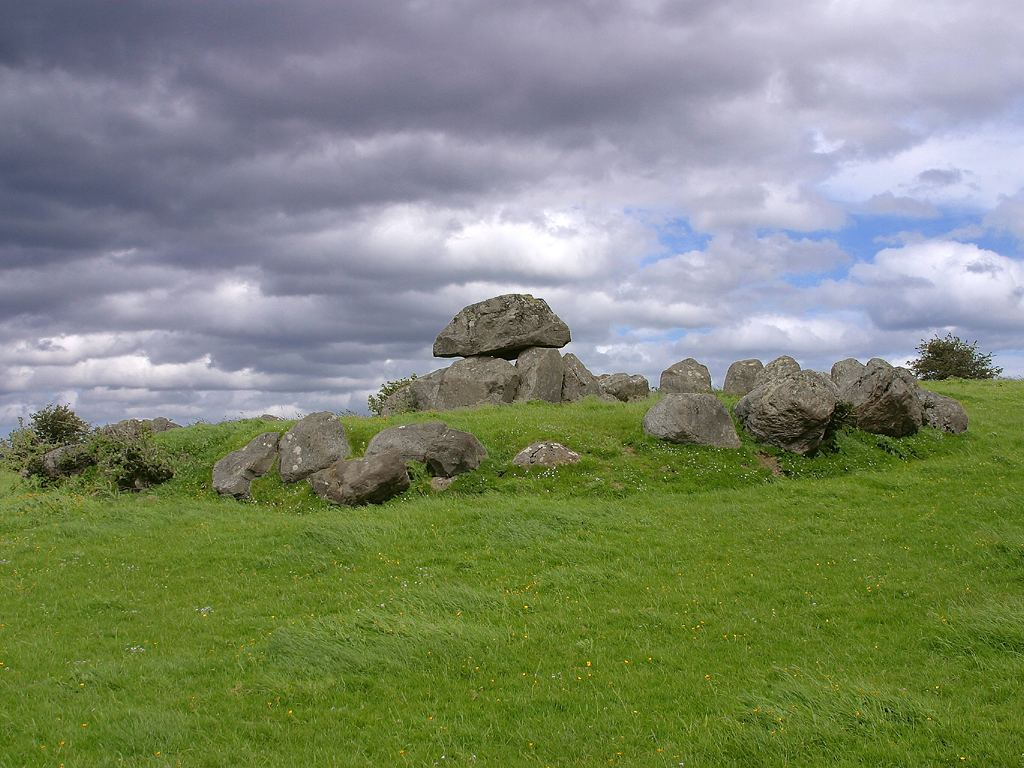
Un cairn à Carrowmore
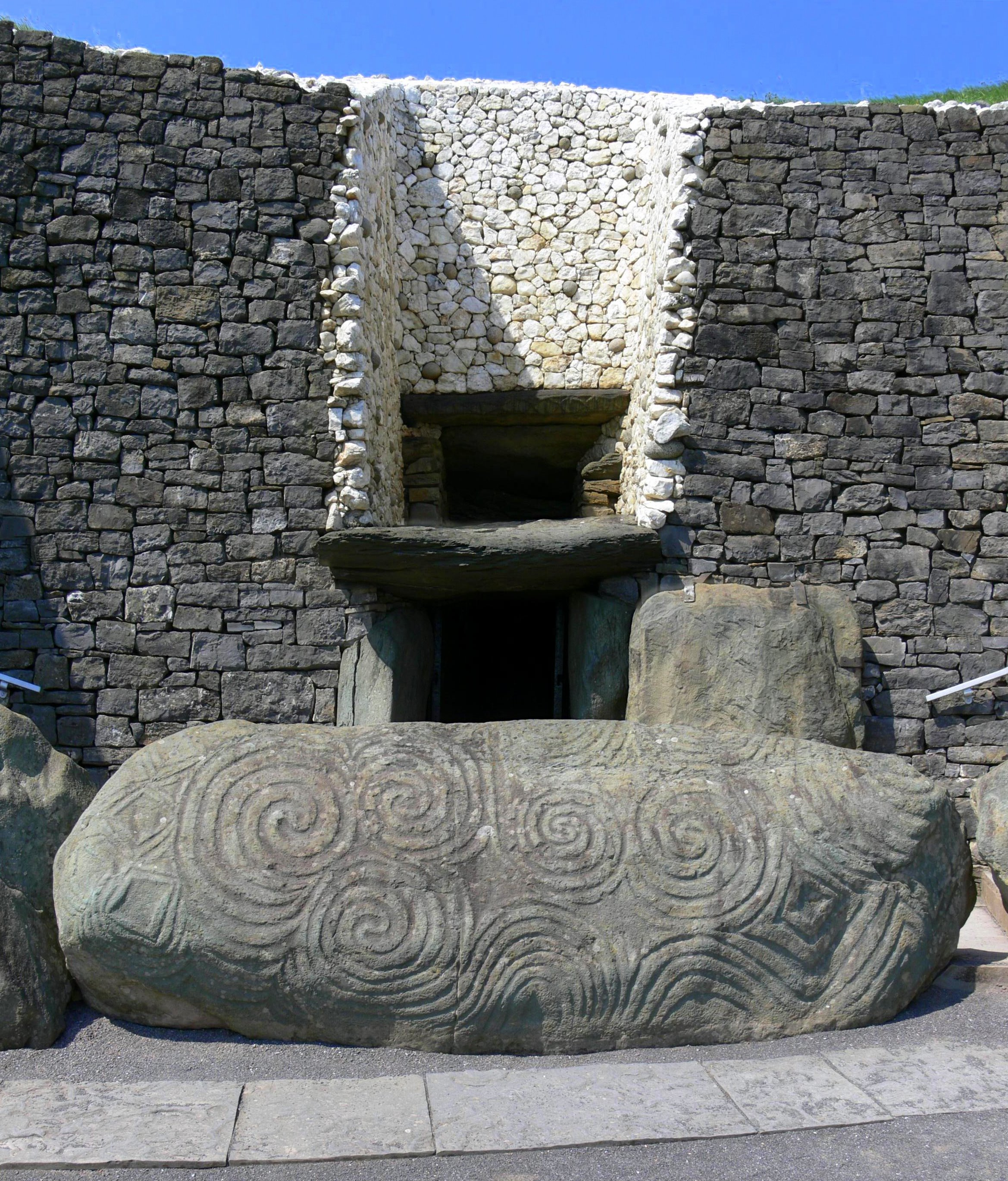
Le passage d'entrée de Newgrange et la pierre d'entrée
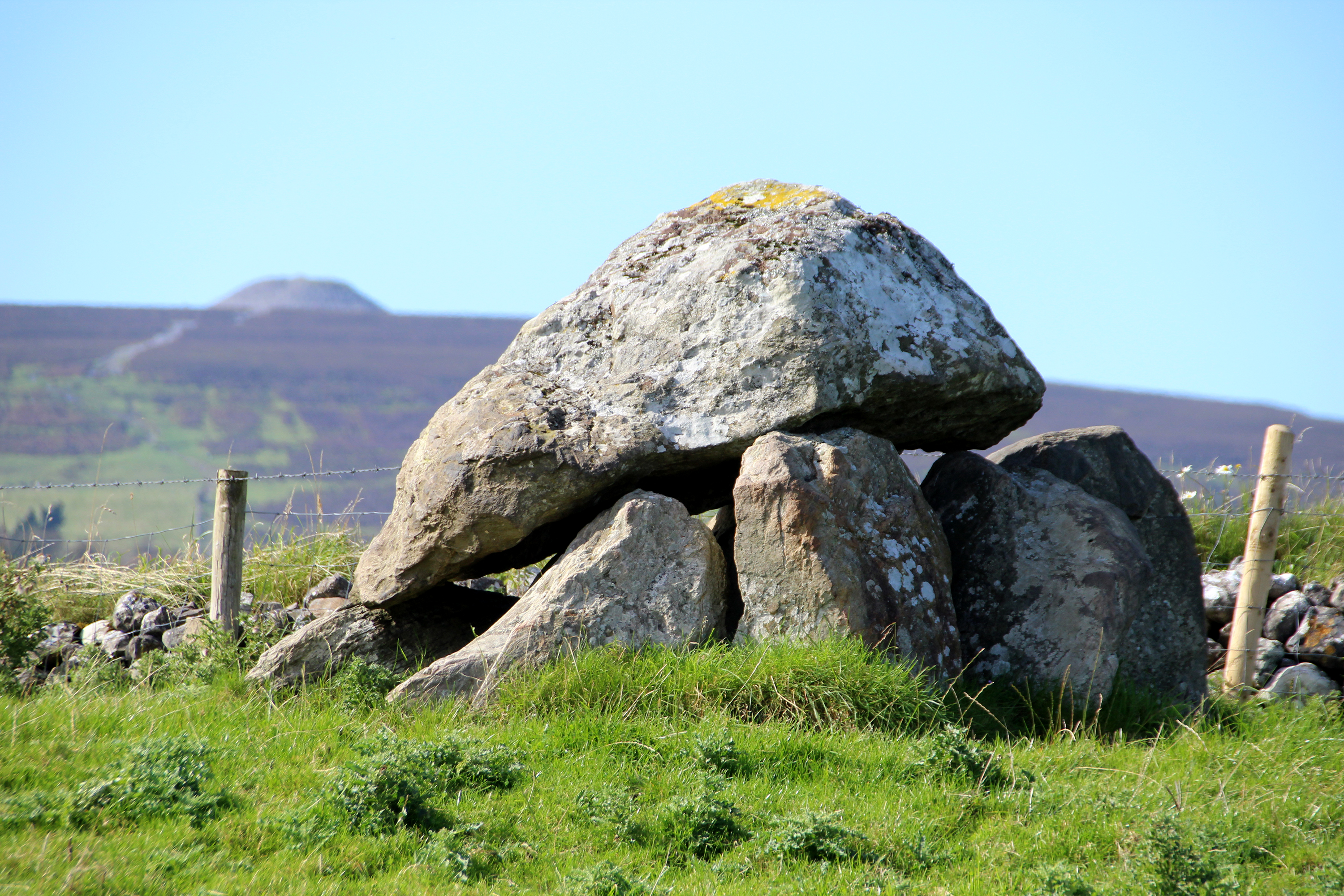
Le dolmen 13 de Carrowmore, passage de tombe du Néolithique de l'Irlande. Septembre 2019.

Des moutons, des chèvres, des bovins et des céréales ont été introduits depuis le continent. La population de l’île augmenta fortement. Aux Céide Fields, dans le comté de Mayo, un vaste système de champs du Néolithique, sans doute un des plus anciens qui nous soient parvenus, a été trouvé, préservé sous une épaisse couche de tourbe. Ce système consiste en un ensemble de petits champs séparés les uns des autres par des murets en pierres sèches. Les Céide Field ont été exploités pendant de nombreux siècles, entre 3500 et 3000 av. J.-C. Les principales cultures étaient le blé et l’orge.
La poterie faisait partie du paquet agricole. De la vaisselle similaire à celle trouvée dans le nord de l’Angleterre a été mise au jour en Ulster (Lyle's Hill) et à Limerick. Les pièces typiques de cette poterie sont des bols à large embouchure et à fond rond.
Les monuments mégalithiques ont fleuri sur toute l'ile. Les plus ambitieux d'entre eux sont probablement des lieux cérémoniels importants pour la population[réf. nécessaire]. Dans la plupart des tombes qui ont été fouillées ont été trouvés des restes humains, généralement incinérés, mais pas systématiquement. Des offrandes funéraires, poterie, pointes de flèches, perles, pendentifs, haches, etc., ont aussi été exhumées. Ces tombes mégalithiques, dont plus de 1 200 ont été recensées, se répartissent en quatre groupes distincts :
- Cairn – Ils sont caractérisés par la présence d’une courte allée couverte. On les trouve presque exclusivement dans le nord de l’île et font partie des plus anciens monuments.
- Tumulus – Ils constituent le plus petit groupe pour ce qui est du nombre, mais sont les plus impressionnants par leur taille. Ils sont localisés principalement dans le nord et l’est de l’ile, les plus grands et les plus connus ayant été découverts dans les quatre grands cimetières néolithiques de Brú na Bóinne, de Loughcrew (tous deux dans le Comté de Meath), de Carrowkeel et de Carrowmore, dans le Comté de Sligo. Le plus connu de tous est le tumulus de Newgrange, inscrit au patrimoine mondial de l'Unesco. C’est un des monuments astronomiques les plus anciens du monde. Il a été construit autour de 3200 av. J.-C. Au solstice de décembre, les premiers rayons du soleil pénètrent par un orifice pratiqué au-dessus de l'entrée de la tombe, et illuminent la chambre mortuaire qui se trouve au centre du tumulus. À proximité, le tumulus de Knowth contient la plus vieille carte de la lune gravée dans la pierre.
- Dolmens – La plupart d’entre eux appartiennent à deux ensembles, un dans le sud-est de l’île (les dolmens de Knockeen et de Gaulstown, dans le Comté de Waterford, en sont des exemples exceptionnels), l’autre dans le nord de l’île.
- Dolmens en coin (wedge-shaped gallery grave) – Il s’agit d'une forme irlandaise de dolmens, nommée en référence à la forme de la chambre mortuaire qui se termine en coin (marquée par un rétrécissement de l’ouest vers l’est de la largeur et de la hauteur). C’est le plus grand et le plus répandu des quatre groupes. Ces tombes sont particulièrement présentes dans l’ouest et le sud-ouest de l’Irlande. Le comté de Clare en est très riche. C’est l’ensemble le plus récent des quatre types de tombes, il date de la fin du Néolithique.

La présence de ces grands monuments funéraires pourrait indiquer l'existence d'une organisation sociale hiérarchisée. L'analyse de l'ADN de personnes enterrées dans plusieurs sites néolithiques, y compris dans trois tombes à couloir, soutient l'existence d'une élite homogène,. L'analyse des haplogroupes du chromosome Y semble montrer l'importance de la lignée paternelle (patrilinéarité) dans ces populations. L'haplogroupe I2a est largement dominant.
Avant la fin du Néolithique, la population de l'Irlande excédait probablement les 100 000 individus, jusqu'à peut-être atteindre les 200 000. Mais autour de 2500 av. J.-C., il semble qu'il y ait eu un déclin de la population[réf. nécessaire].
Les études génétiques montrent que vers 2300 av. J.-C. de nouveaux groupes humains venus d'Europe centrale se sont établis dans l'île et ont en grande partie remplacé les populations néolithiques existantes. Cette « grande vague de modification de génomes » possède environ un tiers de ses ancêtres provenant de la steppe pontique et est associée à la diffusion de la culture campaniforme. Ainsi, alors que les plus anciens fermiers du Néolithique avaient des cheveux noirs, les yeux bruns et ressemblaient davantage à des Européens du Sud, les variantes génétiques qui circulent chez les nouveaux arrivants avaient le type de chromosome Y le plus commun dans l'Irlande actuelle, les allèles des yeux bleus et la variante la plus importante la maladie génétique hémochromatose. Le génome de ces nouveaux arrivants présente une très forte affinité avec les génomes des Irlandais modernes.

## Âge du bronze (2100 – 700av. J.-C.)
L'Âge du bronze commence lorsque du cuivre est allié avec de l'étain pour produire des objets en bronze. En Irlande, cela se passe vers 2000 av. J.-C. lorsque quelques haches plates et des objets semblables sont fabriqués à Ballybeg. À l'Âge du cuivre, la plupart des haches de Ballybeg et de Lough Ravel étaient fabriquées en cuivre. Le bronze est utilisé pour fabriquer à la fois des armes et des outils. Épées, haches, dagues, hallebardes, alènes, gobelets, trompettes sont parmi les objets découverts dans les sites de l'Âge du bronze. Les artisans irlandais deviennent particulièrement réputés pour leurs trompettes en forme de cor, fabriquées par la méthode de la cire perdue. On en retrouve dans toute l'Europe et on peut en voir une représentation auprès du Gaulois mourant, sculpture grecque attribuée à Épigone.

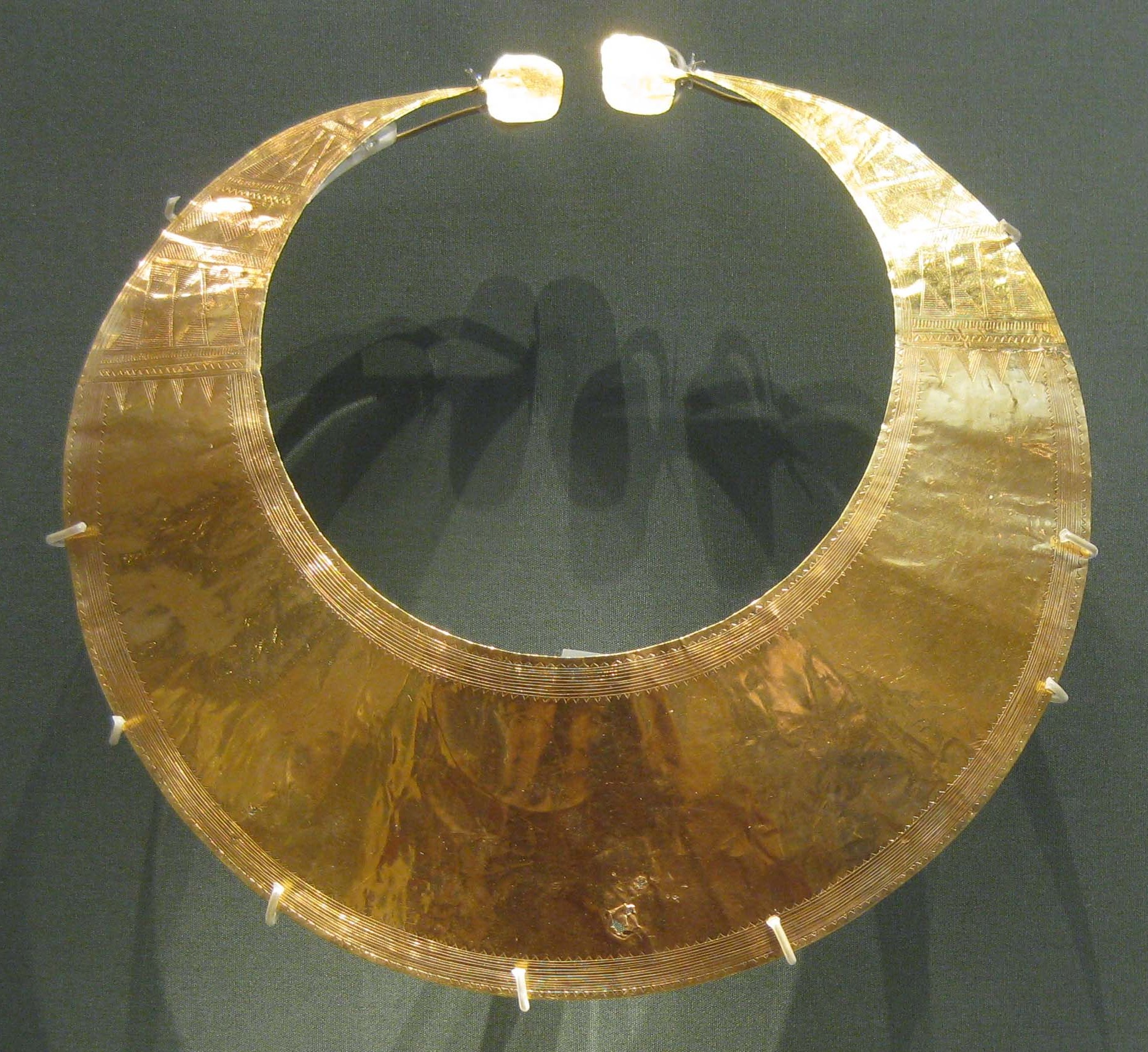
Lunule en or, un type d'ornement produit dans les îles britanniques à l'âge du bronze, en particulier en Irlande. Cet exemple, probablement réalisé entre 2 400 et 2 000 avant J.C., a été trouvé à Blessington, dans l'est de l'Irlande. British Museum
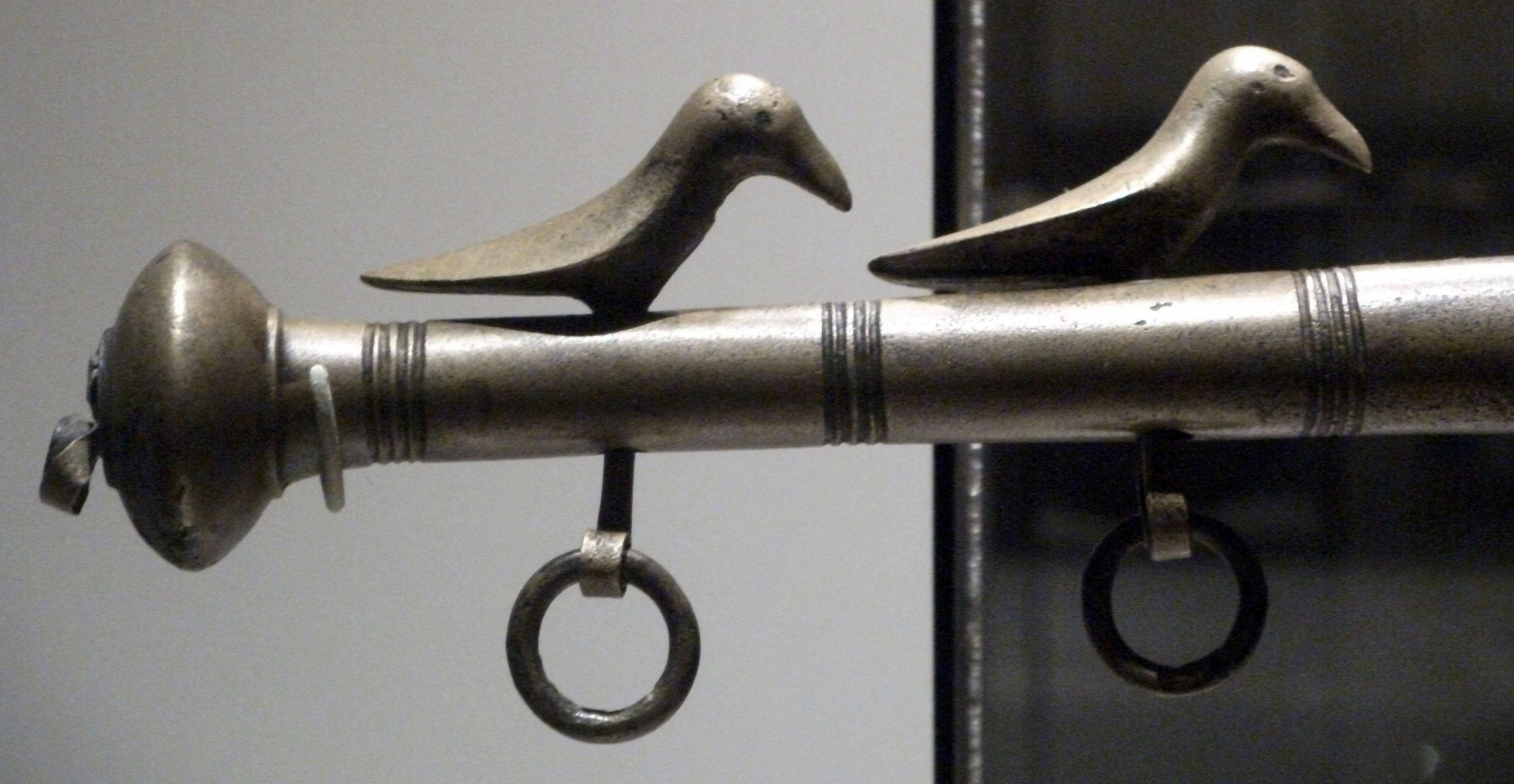
Fin du Dunaverney flesh-hook (en), un artefact sophistiqué en bronze, considéré comme un objet de fête cérémonial et un symbole d'autorité. Âge du bronze tardif, entre 1050 et 900 av. J.-C. British Museum
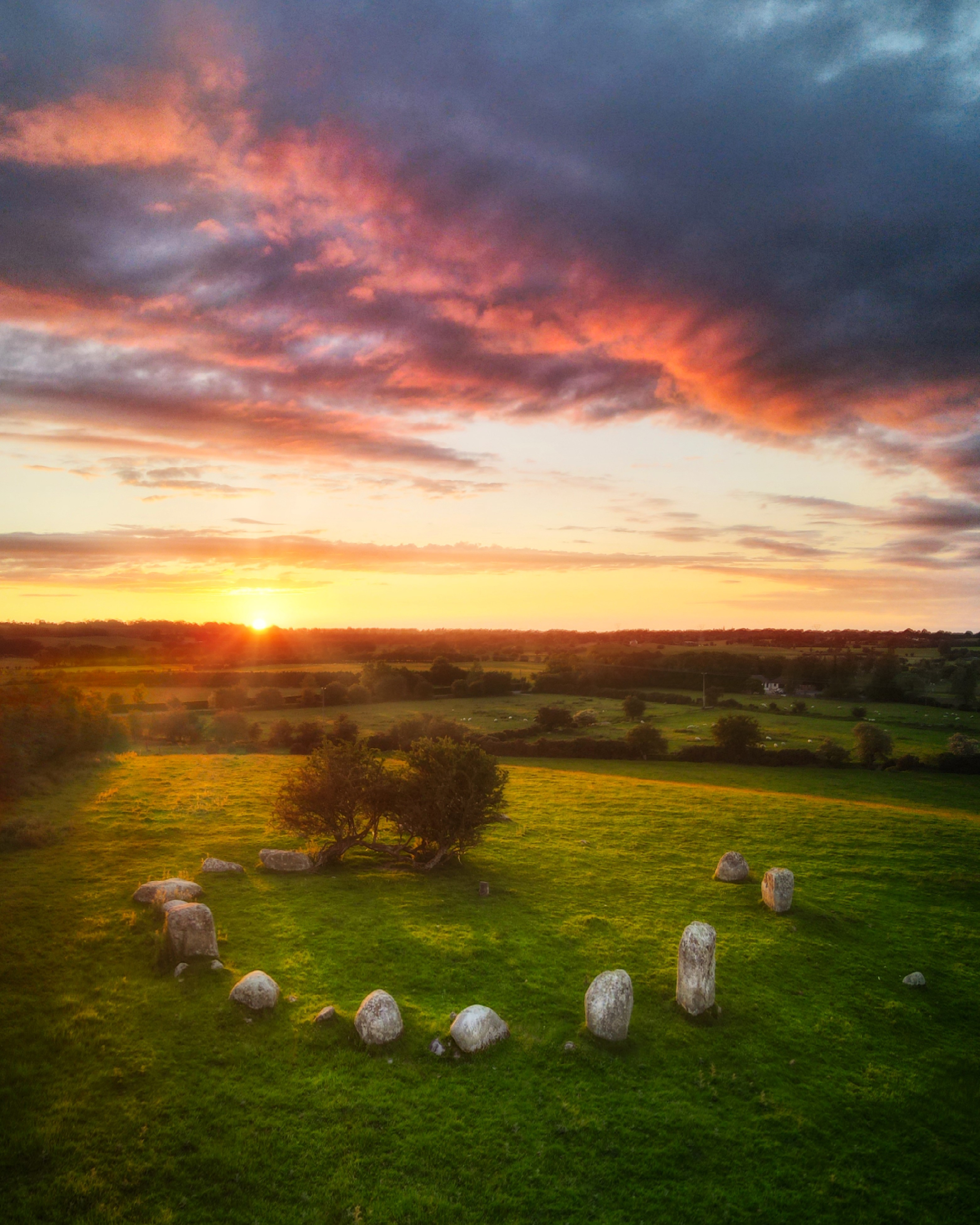
Cercle de pierre dit « Piper's Stones (en) » de l'age de bronze, pour l'Irlande primitive, présent dans le village de Athgreany, dans le comté de Wicklow.

Le cuivre, nécessaire à la fabrication du bronze, était extrait en Irlande, principalement dans le sud-est du pays, tandis que l'étain était importé de Cornouailles, en Grande-Bretagne. La plus ancienne mine de cuivre connue dans ces îles est située dans la péninsule de Ross Island, aux lacs de Killarney, dans le comté de Kerry. L'exploitation minière et la métallurgie s'effectuent sur place entre 2400 et 1800 av. J.-C. Une autre des mines de cuivre les mieux préservées d'Europe se trouve dans le Mont Gabriel, dans le comté de Cork. Elle a fonctionné pendant plusieurs siècles au milieu du second millénaire. On estime que les mines de Cork et de Kerry ont produit pas moins de 370 tonnes de cuivre durant l'Âge du bronze. Comme les objets en bronze mis au jour ne représentent que 0,2 % environ de cette production, on peut supposer que l'Irlande a été un des principaux exportateurs de cuivre de cette période.
L'Irlande est également riche en or à l'état natif, et l'Âge du bronze voit la première exploitation importante au Ve siècle de ce métal précieux par des artisans irlandais. C'est en Irlande qu'ont été découverts le plus grand nombre de trésors en or de l'Âge du bronze de toute l'Europe. Des ornements en or fabriqués en Irlande se retrouvent jusqu'en Allemagne et en Scandinavie. Pendant les premières époques de l'Âge du bronze, ces ornements consistent en de simples croissants ou disques faits avec de minces feuilles d'or. Plus tard, le torque irlandais bien connu fait son apparition. C'est un collier fait d'une tige ou d'un ruban de métal torsadé, formé en boucle. Des boucles d'oreilles en or, des disques solaires et des lunules (croissants lunaires portés autour du cou) sont également fabriqués en Irlande durant l'Âge du bronze.
Un des types de poterie les plus distinctifs, la céramique campaniforme, c'est-à-dire en forme de cloche, fait son apparition dans l'île juste avant l'Âge du bronze. Elle diffère beaucoup de la poterie fine à fond rond du Néolithique. Cette poterie est peut-être associée à une population particulière, qui l'aurait apportée dans l'ile.
De plus petits dolmens en coin continuent à être élevés pendant l'Âge du bronze, mais les grandioses tombes à passage du Néolithique sont abandonnées. Vers la fin de l'Âge du bronze apparaissent les premières tombes à ciste : elles consistent en un petit coffre en pierre rectangulaire, couvert d'une dalle, enfoui à faible profondeur. De nombreux cercles de pierre sont érigés à cette période, notamment en Ulster et au Munster.
Parmi les restes préservés d'humains des âges du bronze et du fer, il convient de citer les « hommes des tourbières ». Il s'agit de corps momifiés dans la tourbe, présentant des signes de mort violente qui semblent issus de cultes sacrificiels. L'Homme de Cashel, daté des alentours de l'an 2000 av. J.-C., découvert en 2011, est le plus ancien connu.
Durant l'Âge du bronze, le climat de l'Irlande se refroidit, et surviennent de vastes déforestations. À la fin de cette période, la population en Irlande est probablement comprise entre 100 000 et 200 000 individus, soit guère plus qu'à l'apogée du Néolithique.

## Les Celtes

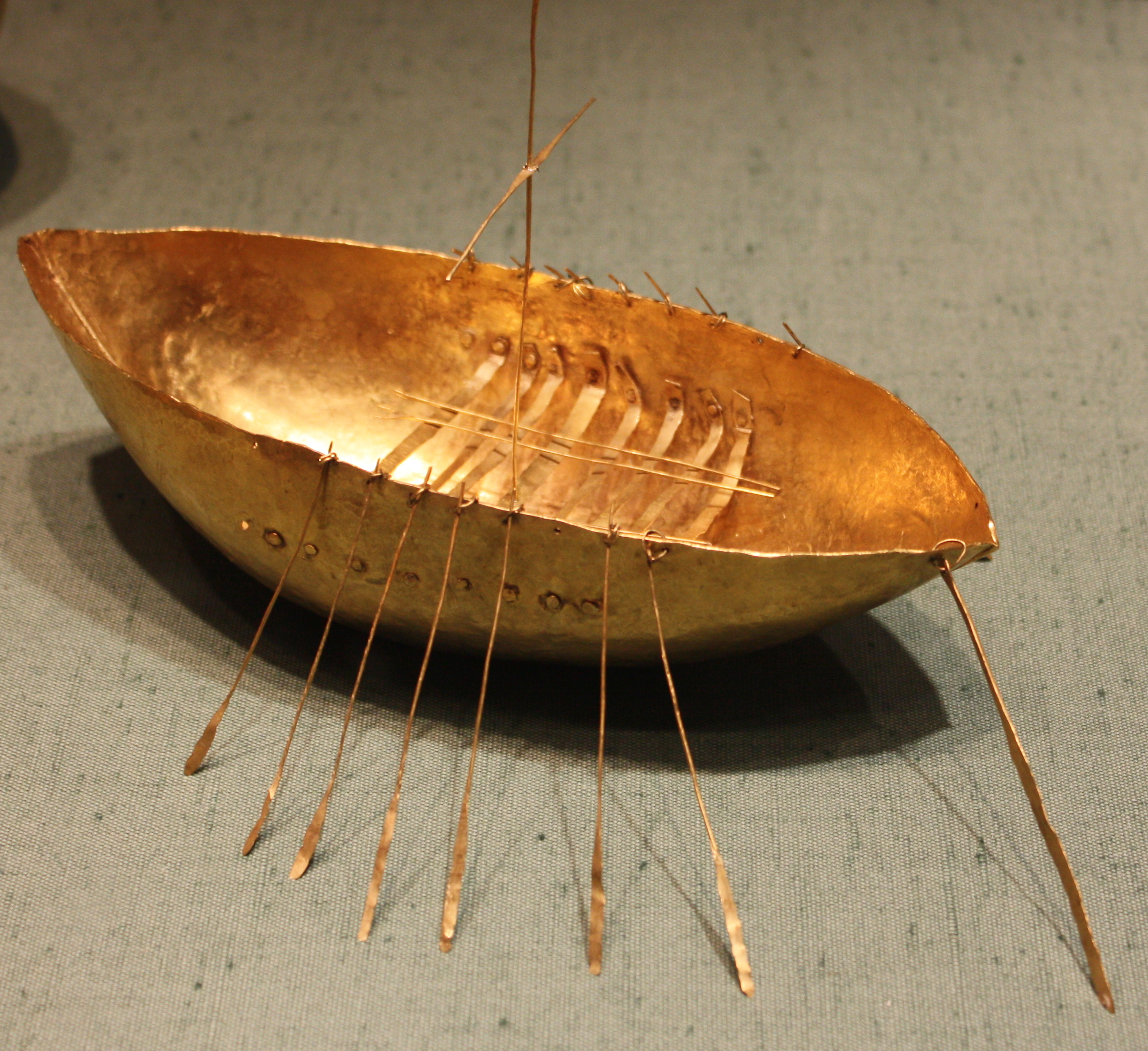
Maquette en or du Broighter Hoard, un trésor d'artéfacts en or de l'Âge du fer trouvé près de Limavady, dans le nord de l'Irlande, daté vers 100 av. J.-C.

La métallurgie du fer aurait été introduite en Irlande par les Celtes. Selon T.F. O'Rahilly, cette population se distinguait de ses prédécesseurs par l'usage du fer et partageait un certain nombre de traits culturels communs avec les autres peuples celtes du centre et de l'ouest de l'Europe.
Les langues celtiques de Grande-Bretagne et d'Irlande peuvent être divisées en deux groupes : le groupe gaélique ou goïdélique et le groupe brittonique. L'apparition des premiers écrits au Ve siècle révéla l'usage du gaélique en Irlande et du brittonique en Grande-Bretagne. On peut supposer que cela puisse correspondre à deux vagues celtiques successives arrivées dans les iles britanniques, la première constituée de Celtes gaéliques, et la seconde de Celtes brittoniques. 
Le celtologue irlandais T. F. O'Rahilly proposa un modèle pour la préhistoire irlandaise, basé sur son étude des influences sur la langue irlandaise, et une analyse critique de la mythologie irlandaise et de la pseudo-histoire . Ses idées, bien qu'encore extrêmement influentes, ne sont pas consensuelles. Il distingue quatre vagues successives d'envahisseurs celtiques :
- Les Cruithne ou les Priteni (vers années -700 – années -500)
- Les Builg ou les Iverni (Érainn) (vers années -500)
- Les Lagin, les Domnainn et les Gálioin (vers -300)
- Les Goidels ou les Gaëls (vers -100)

### en français
- Barry Raftery, Patrick Galliou, L'Irlande celtique avant l'ère chrétienne, Errance, 2006,  (ISBN 2-87772-320-8)
- John Haywood, Atlas historique des Celtes, trad. Colette Stévanovitch, éditions Autrement, coll. Atlas/Mémoires, Paris, 2002,  (ISBN 2-7467-0187-1)

### en anglais
- Gerhard Herm, The Celts, St. Martin's Press, 2002  (ISBN 0-312-31343-8)
- T. F. O'Rahilly, Early Irish History and Mythology, Medieval Academy of America, 1947
- T. F. O'Rahilly, Irish Dialects, Past and Present, 1932
- T. F. O'Rahilly, The Goidals and Their Predecessors, London, The British Academy, 1935
- Volume V14, Page 789 of the 1911 Encyclopedia Britannica
- "Ptolemy's Ireland," copyright (c) 1997-2006
- C.F.C. Hawkes, Pytheas: Europe and the Greek Explorers, Oxford University Press, 1977
- Edward Luther Stevenson, Trans. and ed. 1932. Claudius Ptolemy: The Geography. New York Public Library. Reprint: Dover, 1991. levrenn II, pennad kentañ
- Francis John Byrne, Irish Kings and High-Kings. Batsford, London, 1973  (ISBN 0-7134-5882-8)
- Seán Duffy (dir.), Atlas of Irish History. Gill & Macmillan, Dublin, 2nd edn, 2000  (ISBN 0717130932)
- Nora Chadwick, The Celts, Pelican Books, 1971
- C. Thomas Cairney, Clans and Families of Ireland and Scotland - An Ethnography of the Gael AD 500-1750, Willow Bend Books, 1989.
- Richard Bradley, The Prehistory of Britain and Ireland, Cambridge University Press, 2007,  (ISBN 0-521-84811-3),  (ISBN 9780521848114)
- T. M. Charles-Edwards, Early Christian Ireland, Cambridge University Press, 2000,  (ISBN 0-521-36395-0),  (ISBN 978-0-521-36395-2)
- Barry Raftery, Pagan Celtic Ireland: The Enigma of the Irish Iron Age, Thames and Hudson, 1998  (ISBN 0-500-27983-7)
- Lloyd Robert Laing, The Archaeology of Celtic Britain and Ireland, C. AD 400-1200: C. AD 400 - 1200, Cambridge University Press, 2006  (ISBN 0-521-83862-2)